# Cantó de Sent Laurenç de Nestés
El cantó de Sent Laurenç de Nestés és un cantó francès del departament dels Alts Pirineus, situat al districte de Banhèras de Bigòrra. Té 18 municipis i el cap cantonal és Sent Laurenç de Nestés.

## Municipis
- Sent Laurenç de Nestés
- Aneras
- Aventinhan
- Bisa
- Bisós
- Eths Cantaus
- Generest
- Hauthaget
- Lombrés
- Maseras de Nestés
- Montagut
- Montcirèr
- Nestièr
- Nistòs
- Sent Pau de Nestés
- Sèish
- Tibiran e Jaunac
- Tusaguèth

## Història
| Data d'elecció                           | Identitat       | Partit | Qualitat |
| ---------------------------------------- | --------------- | ------ | -------- |
| 1985-                                    | Josette Durrieu | PS     |          |
| les dades anteriors no són pas conegudes |                 |        |          |
|                                          |                 |        |          |

## Demografia
| 1962  | 1968  | 1975  | 1982  | 1990  | 1999  | 2006  |
| ----- | ----- | ----- | ----- | ----- | ----- | ----- |
| 4.375 | 4.385 | 4.278 | 4.221 | 4.192 | 3.957 | 4.080 |